# Sarcocheilichthys lacustris
Sarcocheilichthys lacustris är en fiskart som först beskrevs av Benedykt Dybowski 1872.  Sarcocheilichthys lacustris ingår i släktet Sarcocheilichthys och familjen karpfiskar. Inga underarter finns listade i Catalogue of Life.